# Morgenbladet (norsk ugeavis)
 For alternative betydninger, se Morgenbladet (flertydig). (Se også artikler, som begynder med Morgenbladet)
Morgenbladet er en norsk ugeavis, der dækker politik, kultur og videnskab.

## Historie
Morgenbladet blev grundlagt i 1819 af bogtrykker Niels Wulfsberg. Avisen var Norges første dagligt omdelte avis; den ugentligt omdelte Adresseavisen blev dog grundlagt tidligere. I lang tid var Morgenbladet også den norske avis med det største oplag. Det oprindelige format var 20 x 20 cm, mindre enn dagens A4-format. Sidetallet var fire. Formatet blev beholdt i 17 år. Avisens gennembrud kom i maj 1819 under en brand på de vigtige trælastlagre i Christiania. Branden varede i flere døgn, og medførte et større for nyhedsopdateringer. I 1821 blev Wulfsberg avisens første stortingskorrespondent. Referater fra Stortinget var noget helt nyt i norske aviser, og Wulfsbergs indsats førte til en forøget leserskare under stortingssessionen. Samme år trak Wulfsberg sig dog som redaktør, og trykkeren Rasmus Hviid overtog avisen sammen med sin velhavende forlovede, Else Marie Ring. Sammen undgik de, at avisen gik konkurs. Avisen tog afstand fra unionen med Sverige; skrev endog en beklagelse af, at Stortinget ikke fejrede grundlovsdagen 17. maj 1829; og dristede sig til at sætte den højst kontroversielle forfatterinde Germaine de Staël på tryk. Hendes forfatterskab var ellers forbudt i det meste av Europa; men Morgenbladet stolede på accepten fra forfatterindens gamle ven Karl Johan.  Adolf Bredo Stabell, chefredaktør fra 1831 til 1857, fortsatte linjen, der gjorde Morgenbladet til en vigtig oppositionskraft, både i politik og litteratur. Blandt avisens skribenter i denne periode var forfatter Henrik Wergeland.  Efter 13. marts 1841 var Morgenbladet dog lukket land for Wergeland. Hans digt Mig selv, med åbningslinjen "Jeg i slet lune, Morgenblad?", blev sendt i retur efter en bitter fejde med redaktør Stabell. I 1849 skrev Friedrich Engels dog i Karl Marx’ avis, Neue Rheinische Gazette, at Morgenbladet var "et dejligt lille blad". 
Utvivlsomt var det Norges vigtigste avis i 1800-tallet, og Wilhelm Munthe ved Oslos universitetsbibliotek skrev i 1930, at Morgenbladet alene blev benyttet som kilde af historikere lige meget som de andre hovedstadsaviser sammenlagt. Prisen var det samme i hele 1800-tallet; et årsabonnement kostede det samme som en ko, nemlig seks speciedaler. Det var så dyrt, at mange delte abonnement, og dannede læseklubber i byerne, hvor medlemmerne byttede på at læse avisen. Mange så Morgenbladet i et heroisk lys på baggrund af dens indbidte modstand mod moderniseringen af norsk politik og kulturliv i 1870'erne og 1880'erne. Avisens største ekspansion skete dog gennem en lang periode med i dag ukendte, men markante kvindelige ejere. 
Christian Frieles lederskab fra 1857 til 1893  gjorde Morgenbladet til den førende konservative nyhedskilde i Norge. Den blev læst af de fleste mennesker i magtpositioner og blev avisen for højtstående bureaukrater. Den blev snart udfordret af nye konkurrenter: Aftenposten (1860), der henvendte sig til handelsstanden, og
Verdens Gang (1868) og Dagbladet (1869), der repræsenterede modstand mod de herskende klasser.
Forbindelserne til det konservative parti voksede sig endnu stærkere efter århundredeskiftet. C. J. Hambro, der senere blev både formand for Høyre i otte år og formand for Stortinget i 18 år, var redaktør af Morgenbladet i perioden 1913-1919.
Efter at have modsat sig anvisninger udstukket af den tyske besættelsesmagt under anden verdenskrig, blev avisens chefredaktør Olaf Gjerløw og nyhedsredaktør Frederik Ramm anholdt af nazisterne i 1941. Da den nye chefredaktør Rolv Werner Erichsen blev sendt til Grini-lejren af den tyske besættelsesmagt i 1943, ophørte avisen med at udkomme indtil krigens afslutning.
Efter krigen kæmpede Morgenbladet for sin overlevelse, dels fordi den nægtede at give efter for kommercialisme og føre annoncer. Under Vietnamkrigen anså avisen det som hyklerisk, at norske myndigheder i langt højere grad rettede kritik mod USA end mod Sovjetunionens brud på folkeret og menneskerettigheder. 
Den konservative og liberale erhvervsorganisation Libertas ejede avis i perioden 1983-87. Det blev relanceret som en uafhængig meningsavis i 1987 under redaktør Hans Geelmuyden, der siden trak sig, sammen med de fleste af de redaktionelle medarbejdere efter talrige konflikter med ejeren Hroar Hansen. Fra 1988 og frem orienterede Hansen avisen mod det norske parti Fremskrittspartiet.
Denne æra sluttede i 1993, hvor Morgenbladet blev opkøbt af Truls Lie. Lie gjorde avisen til en ugentligt omdelt broadsheet-avis igen – nu mere finkulturel i tonen, med vægt på kultur, kunst, litteratur og anti-neoliberale standpunkter, i stil med den franske månedsavis Le Monde diplomatique. Journalisten Odd Eidem udtalte, at Morgenbladet "er den eneste avis, der overbeviser mig om et liv efter døden". Med det sigtede han til alle de gange, helt fra 1930'erne, da avisen blev tvunget til at belånes og refinancieres. Men nye investorer og journalister trådte altid til, selv om avisen tilbød lave lønninger, umoderne kontorer og små rejsebudgetter. 
I 2003 skiftede avisen igen ejerskab, da den blev købt af organisationen Fritt Ord, Forlagskonsult AS/Bjørn Smith-Simonsen og Dagsavisen. Alf van der Hagen blev udgiver, og avisen genindførte det kompakte tabloid-format. Anna B. Jenssen erstattede van der Hagen som udgiver i september 2012.
I perioden 2003-2014, mere end tredobledes avisens oplag, der nåede 29.382 i 2014, hvilket gjorde den til den største ugeomdelte avis i Norge, målt i oplag, og den niendestørste af alle landets aviser.
Efter en serie opkøb fra 2013 til 2016, har NHST Media Group opkøbt mere end 90 pct af aktierne i Morgenbladet. Fra og med 2016 er Morgenbladets hovedkvarter placeret sammen med NHST Media Group og Dagens Næringsliv ved Akerselva Atrium.

## Nuværende profil
På sin forside beskriver Morgenbladet beskriver sig selv som "en uafhængig ugentlig avis om politik, kultur og akademikere". Den er blevet beskrevet som sammenlignelig med den tyske Die Zeit og danske Weekendavisen.
Avisens målgruppe er de veluddannede og kultur-orienterede. 68 pct af dens læsere har mere end fire års universitetsuddannelse. Ifølge redaktør Anna B. Jenssen sigter avisen efter at være "et mødested for idéer, et rum for refleksion og debat, og en plads til lange tanker, der er en nødvendig del af en kritisk, offentlig debat, men som ikke falder naturligt ind i dagbladenes og netavisernes rytme". Avisen er opdelt i fire hovedafsnit: aktuelle begivenheder, idéer, kultur og bøger.
Morgenbladets online-version er hovedsageligt lig den trykte version. Den var den første store nyhedshjemmeside i Norge til at skifte til udelukkende krypteret adgang via HTTPS.

## Chefredaktører
- Niels Wulfsberg (1819-1821)
- Rasmus Hviid (1821-1831)
- Adolf Bredo Stabell (1831-1857)
- Christian Friele (1865-1893)[15]
- Nils Vogt (1894-1913)
- C. J. Hambro (1913-1919)
- Olaf Gjerløw (1919-1941, 1945-1949)
- Rolv Werner Erichsen (1941-1943)
- Birger Kildal (1958-1963)
- Christian Christensen (1963-1982)
- Sverre M. Gunnerud (1982-1984)
- Ulige Gisholt (1984-1985)
- Paul Einar Vatne (1985-1987)
- Hans Geelmuyden (1987-1988)
- Hroar Hansen (1988-1993)
- Truls Lie (1993-2003)
- Alf van der Hagen (2003-2012)
- Anna Børve Jenssen[16] (2012-nu)